# Mad Dog (piattaforma)
Mad Dog è una piattaforma petrolifera galleggiante di tipo spar situata nel golfo del Messico, operata da BP.

## Posizione geografica
La piattaforma si trova nel Golfo del Messico, nel permesso 782 del Green Canyon, un canyon sottomarino di fronte alle coste della Louisiana, a 300 km a sud rispetto a New Orleans.
Nella posizione in cui è ancorata la piattaforma il fondale marino è profondo 1372 m.

## Struttura
La piattaforma si compone di uno scafo, un topside e un sistema di ancoraggio, struttura tipica delle spar.
Lo scafo cilindrico della spar misura 169 m li lunghezza, di cui 154 m sotto il livello del mare, e 39 m di diametro; il peso in aria è di circa 18'900 tonnellate. La struttura dello scafo è di tipo truss, il cui hard tank (la parte cilindrica vera e propria) misura 75 m di lunghezza. Lo scafo è stato costruito nei cantieri Technip di Pori, in Finlandia, come la maggior parte delle spar esistenti al mondo.
Il topside invece ha una massa totale di 22'230 tonnellate, distribuita su tre livelli da 64x47 m ciascuno.

### Impianto di perforazione
Sul topside è installato un impianto di perforazione da 3'500 HP della Pride International da 5'500 tonnellate. L'impianto di perforazione è stato sistemato in modo da permettere operazioni di produzione e perforazione simultaneamente.
L'impianto è stato pesantemente danneggiato nel settembre 2008 dal passaggio dell'uragano Ike.